# Le Fils de l'épicier
Pour plus de détails, voir Fiche technique et Distribution.
Le Fils de l'épicier est un film français réalisé par Éric Guirado, sorti en 2007.

## Synopsis
C'est l'été et Antoine doit quitter la ville pour aider sa mère qui tient l'épicerie dans un village du sud de la France.
Son père, malade, ne peut plus conduire le camion qui ravitaille les hameaux isolés. Antoine découvre alors le charme de ces derniers habitants, tous têtus, drôles, bons vivants, parfois teigneux.
Antoine va retrouver le pays de son enfance, la joie de vivre et peut-être l'amour...

## Fiche technique
- Titre : Le Fils de l'épicier
- Réalisation : Éric Guirado
- Scénario : Éric Guirado et Florence Vignon
- Costume : Ann Dunsford
- Photographie : Laurent Brunet
- Montage : Pierre Haberer
- Son : Nicolas Favre
- Musique : Christophe Boutin
- Producteurs : Milèna Poylo et Gilles Sacuto
- Sociétés de production : TS Production, Cofinova 3, Rhône-Alpes Cinéma et Studiocanal
- Distribution : Les Films du losange
- Langue : français
- Genre : comédie dramatique
- Date de sortie : 15 août 2007

## Distribution
- Nicolas Cazalé : Antoine Sforza
- Clotilde Hesme : Claire
- Daniel Duval : M. Sforza, le père d'Antoine
- Jeanne Goupil : Mme. Sforza, la mère d'Antoine
- Stéphan Guérin-Tillié : François Sforza
- Liliane Rovère : Lucienne
- Paul Crauchet : le Père Clément
- Chad Chenouga : Hassan
- Benoît Giros : Fernand, le mécano
- Ludmila Ruoso : Sophie

## Autour du film
- Le local qui a servi à l'installation de l'épicerie est l'office de tourisme de Rosans, mais il a réellement accueilli une épicerie dans le passé.[réf. nécessaire]
- Éric Guirado voulait réaliser ce film après avoir tourné plusieurs documentaires sur les métiers de commerçant itinérant.
- Le film a reçu le Bayard d'Or du meilleur scénario[2].

La lampe à pétrole utilisée dans le film est issue du fonds authentique de l'ancienne forge du village de Roussieux, aujourd'hui à des particuliers (Agier).